# Amanda Sefton
Amanda Sefton (Daytripper ou Magik) est un personnage de fiction, magicienne dans l'univers de Marvel Comics.

## Biographie fictive
Jimaine Szardos est la fille de Margali Szardos, bohémienne et artiste de cirque en Bavière.
Elle fut élevée en même temps que son frère Stephan et que son frère adoptif Kurt Wagner.
Durant leurs adolescence, Jimaine et Kurt entamèrent une relation amoureuse.
Lorsque Stephan sombra dans la folie et tua des innocents, il fut stoppé et tué accidentellement par Kurt.
Pourchassé par une foule persuadée de sa culpabilité, Kurt fut sauvé par le professeur Xavier et s'enrôla dans les X-men
Des années plus tard et en l'absence de nouvelles de Kurt, Jimaine décida de le retrouver. Pour cela, elle devint hôtesse de l'air (profession facilitant les voyages) et prit le nom d'Amanda Sefton.
Une fois la trace de Kurt retrouvée, elle entama une nouvelle fois avec lui une relation amoureuse sans dévoiler sa véritable identité (par peur).
Lorsque sa mère décida de venger la mort de Stephan et de punir Kurt, Amanda rassemble les autres X-men et le Docteur Strange. Ce dernier grâce à l’œil d'Agamotto parvint à montrer la vérité à Margali sur la mort de son fils.
À la suite de cela, Amanda dévoila alors son identité à Kurt. Elle continua toutefois à utiliser le nom d'Amanda.
Elle intervint alors de manière épisodique dans les missions des X-men (souvent de manière imprévue, Amanda en tant que petite amie de Kurt fut la cible des adversaires des X-men qui ne connaissaient pas ses pouvoirs)
La relation de Kurt et Amanda se détériora progressivement en raison de la distance imposée par les voyages d'Amanda en tant qu'hôtesse de l'air et les missions de Kurt
Après sa rencontre avec le Beyonder, Kurt -bouleversé - mit fin à leur relation.
Amanda rejoint temporairement les X-Men de l'île de Muir et combat les Reavers avant de tomber sous l'emprise mentale du Roi d'Ombre. Après la défaite du Roi d'Ombre, elle rejoint Excalibur et incite Kitty Pryde à lui confier la garde de l’Épée de l’Âme (artefact forgé par Illyana Raspoutine)
Sa mère, alors membre du Club des Damnés de Londres, prend possession du corps d'Amanda afin de s'emparer de l’Épée de l’Âme, d'affronter Belasco et de régner sur les Limbes.
Excalibur se rendant compte de la supercherie défait Belasco, Margali.
Amanda prend alors le contrôle des Limbes et adopte le nom de Magik porté originellement par Illyana Raspoutine.
Pendant son règne, Amanda vient plusieurs fois à la rescousse de X-men (contre les N'garai notamment)

Elle semble être bloquée sur terre, privée de sa capacité à retourner dans les Limbes.

## Pouvoirs
- C'est une magicienne de haut niveau capables de manipuler l'énergie des Limbes;
- Sur Terre ses pouvoirs sont réduits;

## Arme
- Amanda peut faire apparaître l’Épée de l’Âme.
- Cette épée peut dissoudre n'importe quel sortilège ou blesser n'importe quelle créature magique.
- Cette épée semble sans effet contre une créature non surnaturelle.